# 1971 في السويد
فيما يلي قوائم الأحداث التي وقعت خلال عام 1971 في السويد.

## أفلام
من الأفلام التي صدرت هذه السنة في السويد:
- 8 مارس – المغتربون من إخراج Jan Troell [الإنجليزية]‏.

## مواليد

### فبراير
- 9 فبراير – يوهان مجالبي لاعب كرة قدم سويدي.
- 26 فبراير – ماكس مارتن

### مارس
- 15 مارس – يواكيم بيوركلوند لاعب كرة قدم سويدي.

### أبريل
- 6 أبريل – مارتن هانسون حكم كرة قدم سويدي.
- 22 أبريل – نيكلاس كولتي لاعب كرة مضرب سويدي.

### يونيو
- 14 يونيو – هاكان ميلد لاعب كرة قدم سويدي.
- 21 يونيو – آنيت أولزون

### أغسطس
- 18 أغسطس – باتريك أندرسون لاعب كرة قدم سويدي.

### سبتمبر
- 20 سبتمبر – هنريك لارسون لاعب كرة قدم سويدي.
- 29 سبتمبر – يوهان أندرسون لاعب كرة مضرب أسترالي.

### نوفمبر
- 22 نوفمبر – ستيفان يوهانسون حكم كرة قدم سويدي.

### ديسمبر
- 29 ديسمبر – نيكلاس ألكساندرسون لاعب كرة قدم سويدي.

### فبراير
- 4 فبراير – ايفار إنغستروم (مواليد 1881) مهندس معماري سويدي.
- 25 فبراير – تيودور سفيدبيرغ (مواليد 1884) كيميائي سويدي.

### مايو
- 12 مايو – تور جونسون (مواليد 1903)

### أغسطس
- 3 أغسطس – إرنست إكلوند (مواليد 1882)

### أكتوبر
- 29 أكتوبر – أرني تيسيليوس (مواليد 1902)